# Giudicaele
San Giudicaele, o Judicael (Bretagna, 590 circa – 658 circa), fu sovrano della Dumnonia (poi Bretagna) dal 615 al 657. È venerato come santo dalla Chiesa cattolica.

## Origine
Figlio di Giutaele, sovrano della Dumnonia (parte della Bretagna). Suo fratello minore era Giudoco, anche lui Santo.

## Biografia
Alla morte del padre, Giutaele, nel 607 circa, sul trono gli succedette il fratello minore, Giudoco, e Giudicaele, che era il primogenito si ritirò nel monastero di Gaël, retto all'epoca dall'abate Mevenno. Ma anche il fratello, nel (615 circa), si ritirò in convento, mentre Giudicaele, lasciato il suo convento, succedette a suo fratello.
Con l'aiuto di Eligio, si adoperò per mettere fine al conflitto tra i Franchi e i Bretoni, che avevano occupato parte dell'Armorica.
Secondo il cronista, Fredegario, Dagoberto I, che aveva sconfitto i Vasconi, convocò a Clippiacum Giudicaele affinché si riconoscesse vassallo del re dei Franchi. Fredegario inoltre narra che Giudicaele si recò a Clippiacum ma rifiutò di sedersi a tavola con Dagoberto, che gli permise di tornare i Bretagna dopo averlo onorato con dei doni.
Durante il suo regno, molto probabilmente, Giudicaele, re di Dumnonia, divenne re di tutti i Bretoni.
Secondo una tradizione, rinunciò al trono, verso il 657, in favore di suo figlio e tornò a ritirarsi in monastero (forse ancora a Gaël), dove concluse i suoi giorni, nel 658 circa.

## Discendenza
Non si conosce né il nome né gli ascendenti della moglie, né quello dei figli.

## Culto
La sua memoria liturgica cade il 17 dicembre.

### Fonti primarie
- (LA)  Fredegario, Fredegarii Chronicum cum suis continuatoribus.

### Letteratura storiografica
- Christian Pfister, La Gallia sotto i Franchi merovingi. Vicende storiche, in Storia del mondo medievale, Cambridge, Cambridge University Press, 1999,  pp. 688-711.